# Göteborgs ekonomi

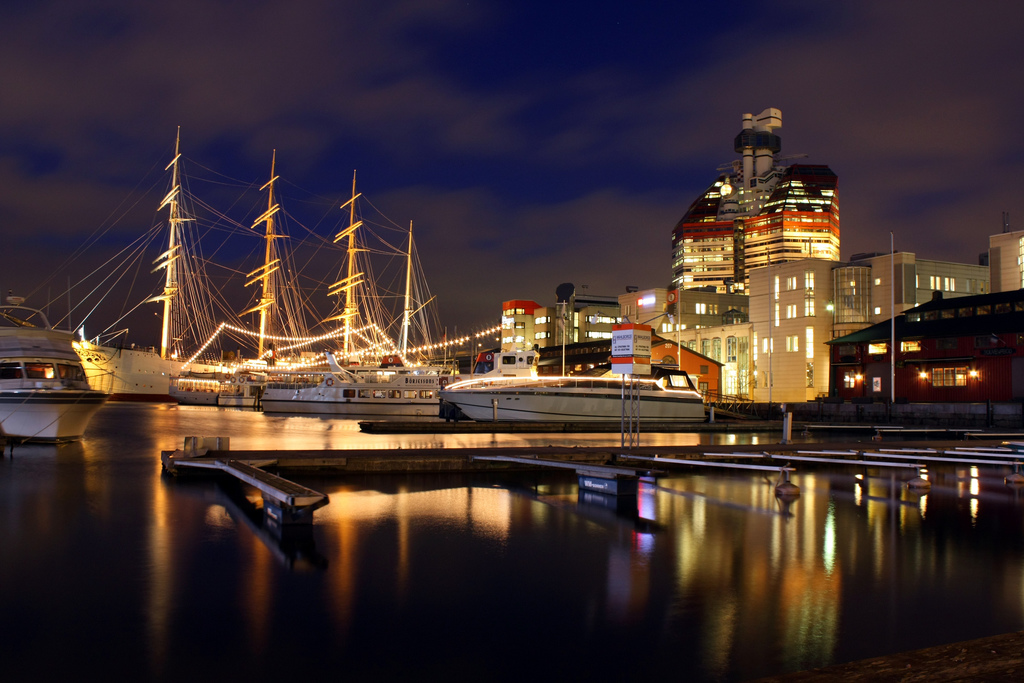
Göteborg

Göteborg är navet i den västsvenska ekonomin och ett viktigt centrum även på nationell och internationell nivå. Göteborg domineras 2011 av ett par stora industrier, där Volvo och SKF är de mest namnkunniga. Forskning och utveckling utgör för varje år en alltmer viktig del av stadens ekonomi. Bland dessa märks framförallt Astra Zeneca, Nobel Biocare och Ericsson.[källa behövs]
Göteborgarens medelinkomst år 2006 var 197 800 kronor. År 2005: 16–19-åringar hade en medelinkomst på 15 500 kronor, 20–64-åringar en medelinkomst på 229 000 kronor och 65+ 177 200 kronor.
Staden Göteborg hade år 2006 en inkomst på 19 299 000 000 kronor (19,3 miljarder), varav inkomsterna från de kommunala bolagen låg på 6,6 miljarder kronor och skatteintäkterna på 14,7 miljarder. Man gjorde ett rörelseresultat på 1,4 miljarder kronor, vilket var en försämring från 2005 då man gjorde en "vinst" på 2,2 miljarder. Kommunens tillgångar hade ett sammanlagt värde på över 64 miljarder kronor. År 2007 gjordes ett resultat på 1,6 miljarder kronor.

## Ekonomisk historia

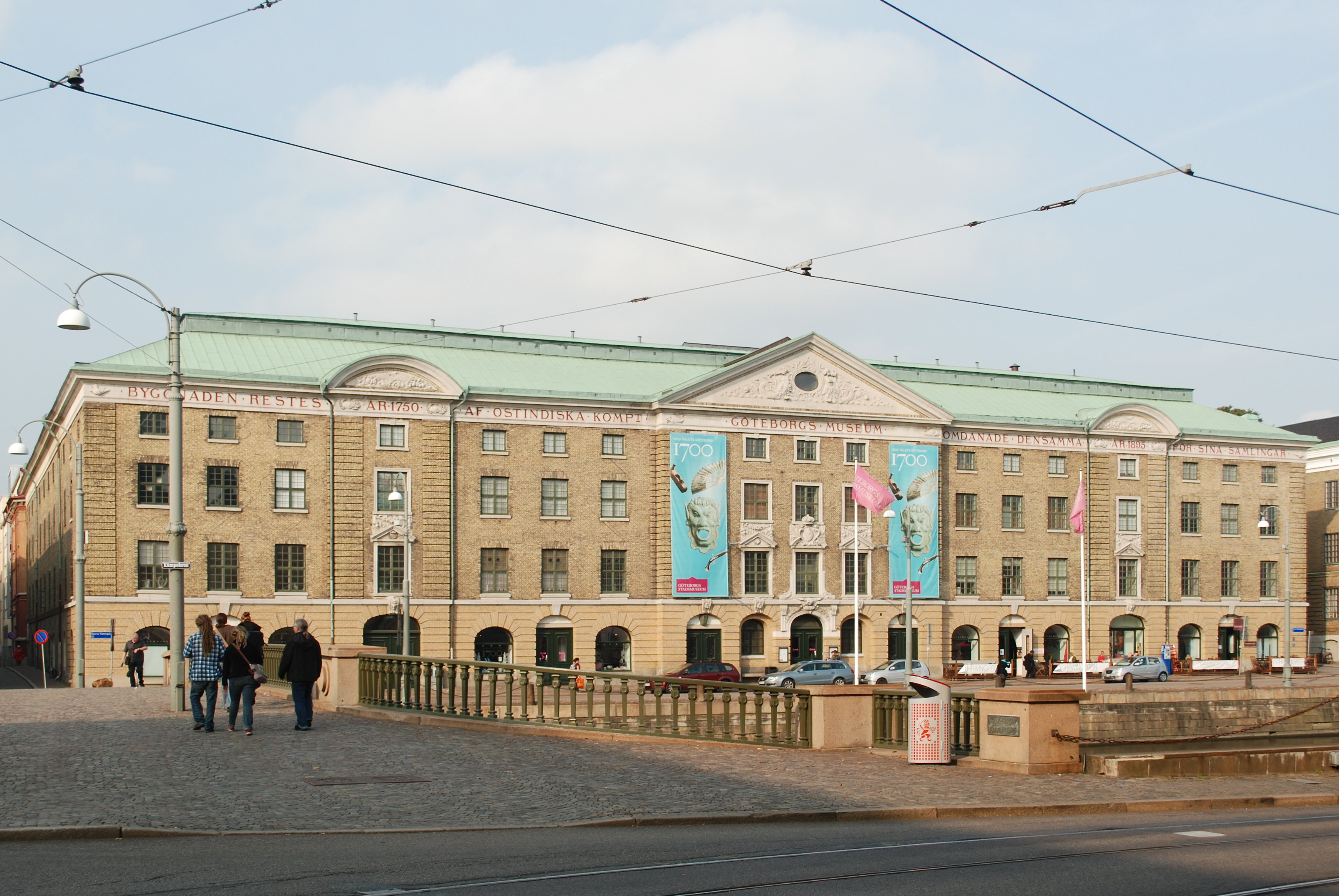
Ostindiska huset

Förutom tanken på en stark försvarspunkt i väst, var det just handel och beskattningsbara inkomster som var tanken när Göteborg grundades. Redan från början lockades utländska köpmän till Göteborg med förmånliga skattevillkor, en generös religionspolitik och löften om tillgång till svenska råvaror. Således utgjordes stadens första fullmäktige enbart av en svensk, resten var holländare och tyskar. Redan tidigt uppstod ett stort svenskt företag i staden, nämligen Svenska Ostindiska Companiet. Detta har av vissa historiker kommit att anses som ett av Sveriges mest lönsamma företag någonsin. Tyvärr går detta ej att bevisa då man på den tiden brände bokföringen efter varje genomförd resa. Dock är det belagt hur rika många personer blev tack var Svenska Ostindiska Companiet. Exempelvis kan nämnas Niclas Sahlgren och William Chalmers, personer som betytt mycket för Göteborg och är väl kända för sin eftervärld.[källa behövs]

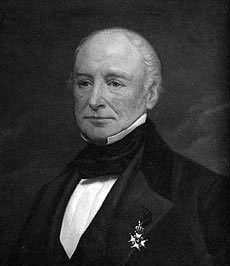
James Dickson (1784-1855)

Tiden efter Svenska Ostindiska Companiet och innan storföretagen såg dagens ljus utgjordes näringslivet i Göteborg av handelshus, där en eller ett par personer bedrev en ekonomisk rörelse. Dessa handelshus kunde utgöras av vitt skilda verksamheter men särskilt framträdande i det tidiga göteborska näringslivet var trävaror, järn, fiske och textilier. Det var exempelvis inte ovanligt att man exporterade svenskt järn och trä till England och importerade enegelskt kol på fartyg ifrån den egna rederirörelsen. Denna handel var vida framgångsrik och bland de mest kända handelshusen kan nämnas John Hall & Co, Carnegie & Co samt James Dickson & Co. Elof Hansson och Ekman & Co är två handelshus som är aktiva än idag.[källa behövs]
Den svenska industriella revolutionen, som kan att äga rum senare än den kontinental europeiska, förde med sig en ny era i Göteborgs ekononmiska historia. Redan under slutet av 1800-talet uppstod en stark varvsnäring med företag som Eriksberg, Götaverken och Lindholmens varv. Dessa kom att under första halvan av 1900-talet bli världsledande för att under andra halvan av samma sekel gå under i den svenska varvskrisen. I början av 1900-talet såg även SKF dagens ljus och det var genom detta företag som Volvo grundades på 1920-talet. Liksom den handels- och sjöfartsstad Göteborg alltid varit har där länge funnits en stark rederinäring. Klassiska rederier med Göteborg som hemmahamn var Transatlantic, Broströms och Stena, där endast Stena lever vidare som självständigt och fortgående företag.[källa behövs]

## Näringsliv

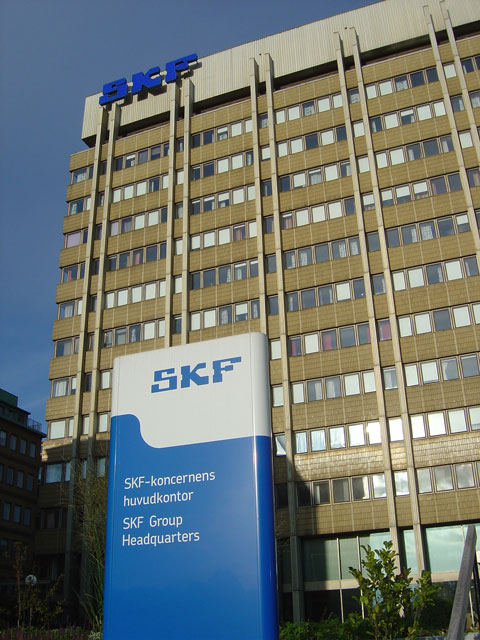
SKF:s huvudkontor

Göteborg är känt för sina många storindustrier, och många olika branscher finns i staden och regionen. Trots storföretag som Volvos och SKF:s närvaro, har Göteborg ett väl diversifierat näringsliv. Under 2007 ökade sysselsättningen mest inom tjänstesektorn där 3 100 nya arbetsställen registrerades i Göteborg. Det är branscherna finansiell verksamhet och företagstjänster som ökar mest. En annan snabbt växande bransch är turismnäringen, som år 2007 omsatte cirka 22 miljoner kronor, vilket var en ökning med 2 procent från föregående år, och hade 16 900 anställda.Göteborgs största privata företag enligt Veckans Affärers ranking är som följer.
| Företag      | Anställda | Omsättning | Resultat | Bransch                    |
| ------------ | --------- | ---------- | -------- | -------------------------- |
| Volvo Group  | 94 250    | 264 749    | 15 514   | Fordon                     |
| Volvo Cars   | 13 684    | 102 391    | 871      | Fordon                     |
| SKF          | 40 206    | 61 556     | 7 549    | Kullager                   |
| Stena        | 9 847     | 27 150     | 2 680    | Rederi                     |
| Stena Metall | 3 184     | 23 211     | 451      | Återvinning                |
| Cellmark     | 524       | 18 649     | 192      | Pappers- och Massaindustri |
| Bilia        | 3 011     | 16 287     | 487      | Bilhandel                  |
| Willys       | 3 266     | 18 613     | 705      | Dagligvaruhandel           |
| Schenker     | 3 091     | 12 714     | 153      | Transport                  |
| Tamro        | 580       | 12 046     | 282      | Läkemedelsgrossist         |

* All ekonomisk fakta i miljontals kronor. Källa Affärsdata

## Sjöfart
Göteborgs ekonomi har sedan stadens grundande kretsat kring sjöfart och handel. Göteborgs hamn är Skandinaviens och Sveriges största hamn med en handelsvolym på 39,9 miljoner ton (2006). Volymerna domineras  av olja (60%) följt av containergods och skogsprodukter. Mängden olja var 22,8 miljoner ton, och antalet containrar var 862 000 20-fots (2008). Det finns även betydande passagerartrafik.
Hamnen är en kombinerad flod- och kusthamn, med en total kajlängd på 13,1 kilometer (kajlängd 1905 var 4,8 kilometer). Verksamheten bedrivs av ett kommunalt hamnbolag - Göteborgs Hamn AB – och tre terminalbolag som drivs av privata operatörer: Älvsborgs Ro/Ro av DFDS och Cobelfret, som dock ännu inte godkänts av berörda konkurrensmyndigheter, Gothenburg Car Terminal av det svenska logistikföretaget Logent och Skandia Container Terminal av APM Terminals, som ingår i den danska Maersk-koncernen.

## Fastighetscentrum
Göteborg har även vuxit fram som ett fastighetscentrum med personer som Erik Selin och Hans Wallenstam som förgrundsfigurer. Bortsett från offentligt ägda fastighetsbolag som Akademiska Hus och Förvaltnings AB Framtiden, som även de har sina huvudkontor i Göteborg, så är staden hemvist för en handfull av Sveriges största fastighetsbolag.
| Företag           | Anställda | Omsättning | Resultat | Tillgångar |
| ----------------- | --------- | ---------- | -------- | ---------- |
| Balder            | 205       | 2 584      | 1 754    | 15 065     |
| Castellum         | 229       | 2 759      | 1 141    | 31 936     |
| Stena Fastigheter | 257       | 2 164      | 399      | 15 170     |
| Wallenstam        | 175       | 3 361      | 2 149    | 26 151     |

* All ekonomisk fakta i miljontals kronor. Källa Affärsdata

## Textilcentrum

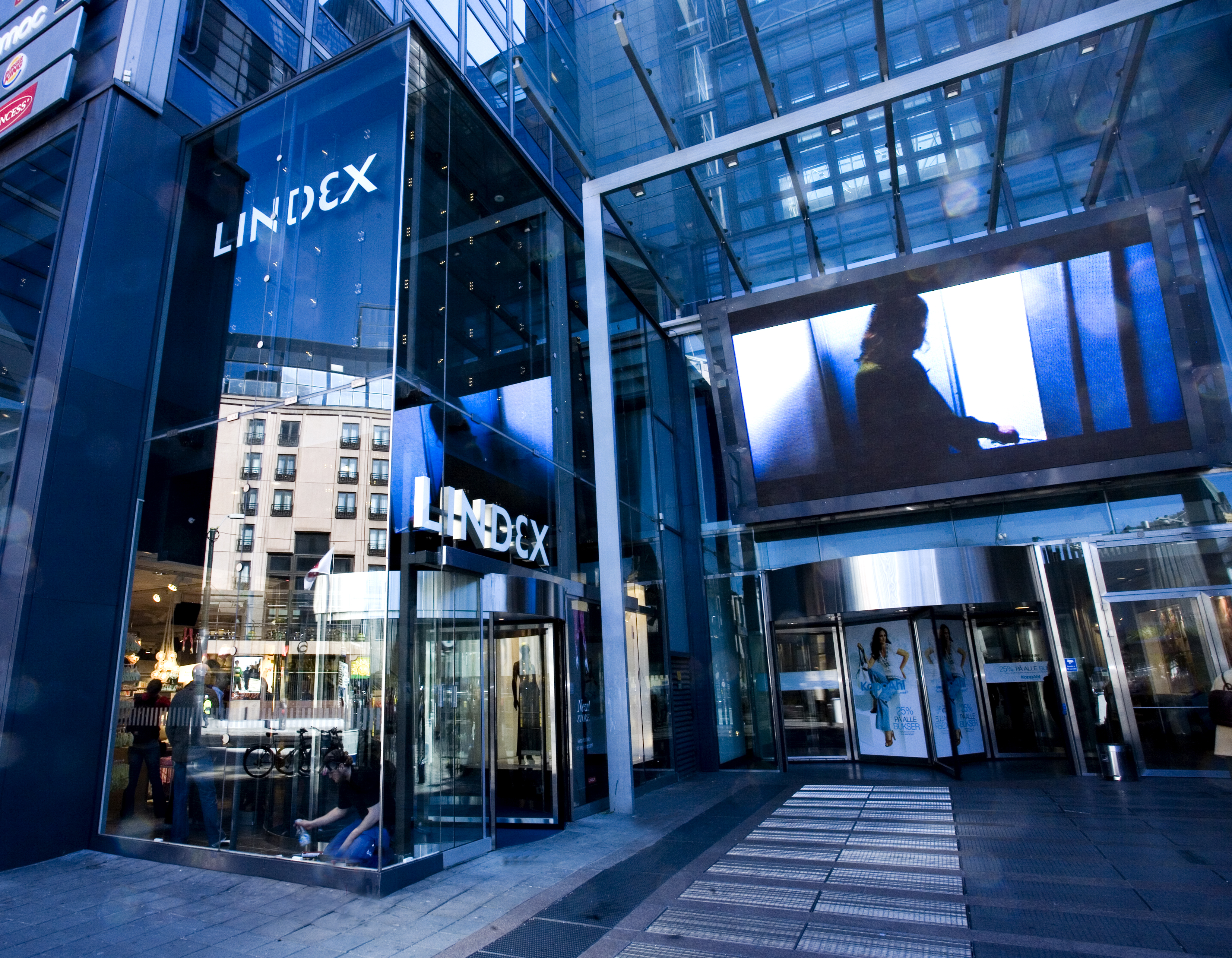
Lindex

Göteborg har länge varit Sveriges största textilcentrum, större än den välkända textilstaden Borås. Länge dominerades Göteborgs textilindustri av företag som Rosenlunds spinneri, Ahlafors Spinneri, Almedahls fabriker, Johansson & Carlander, Jonsereds Fabriker, Mölnlycke AB och Nääs Fabriker. Dessa klassiska bolag är alla borta idag, de flesta gick under i den svenska textilkrisen, och har i hög utsträckning ersatts av detaljister som Kappahl, MQ, Lindex, Intersport, Team Sportia och Nudie Jeans.[källa behövs]

## Svenska och nordiska huvudkontor
Flera välkända internationella företag har valt att lägga sina svenska eller nordiska huvudkontor i Göteborg. Exempel på detta är:
| - Nobel Biocare - Burger King - Schenker - Maersk - Arthur D. Little - Kronans Droghandel | - Hornbach - Altran - Jotun - Wärtsilä - Tamro - Astra Zeneca | - DFDS - Beiersdorf - Böhler-Uddeholm - Subway - Specsavers - Lear Corporation | - Swisslog - Bilfinger Berger - BASF - Hapag-Lloyd - TNS Gallup - Delphi Corporation | - Ford - Federal-Mogul - Solar AB - Continental AG - General Mills | - Stihl - Smith & Nephew - Caparol - Carrier Corporation - Cellmark |

## Offentlig sektor

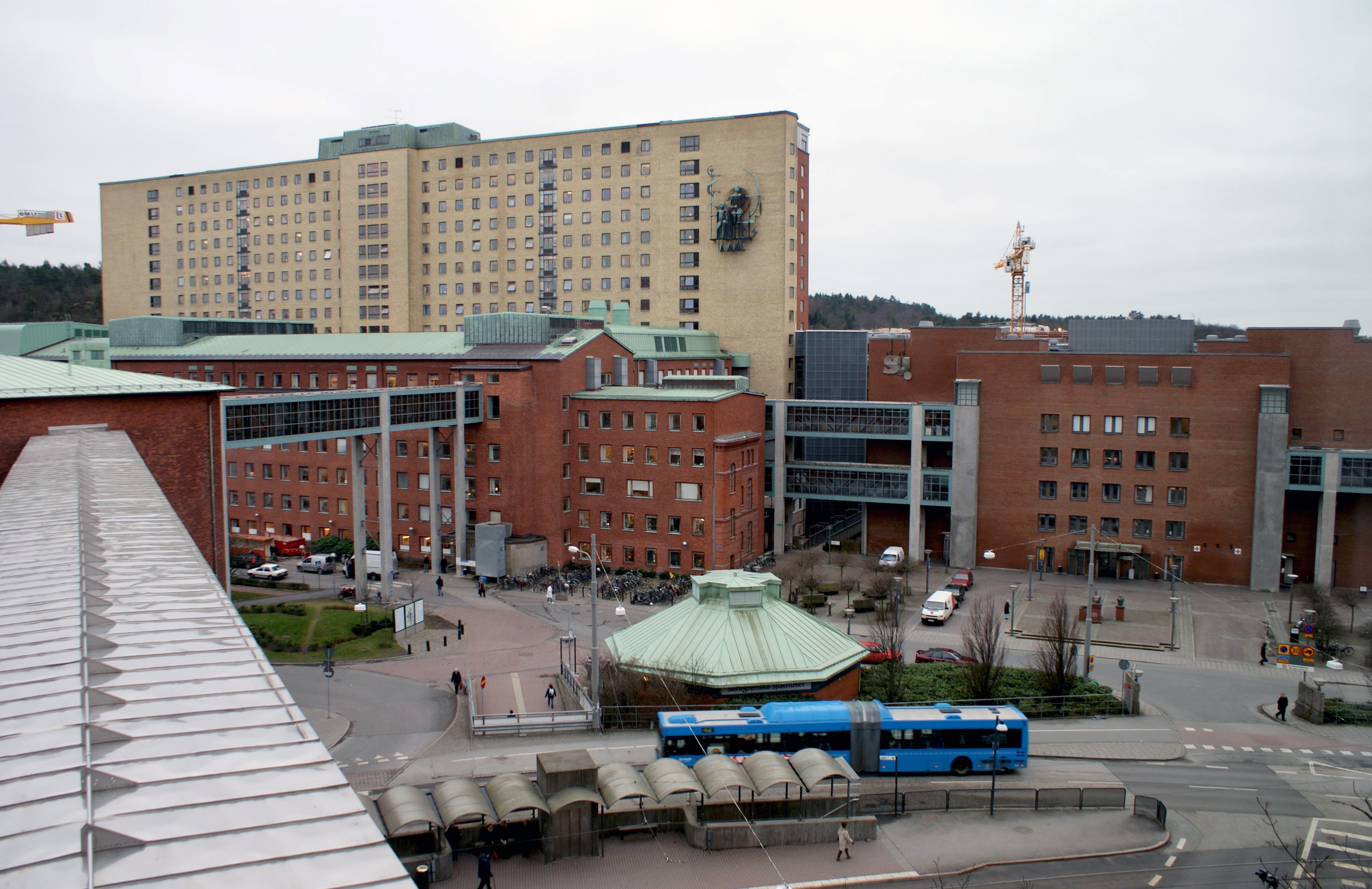
Sahlgrenska Universitetssjukhuset

Göteborg har, likt över delar av Sverige, en stor offentlig sektor. Göteborgs stad bedriver verksamhet i 35 helägda kommunala bolag och är indelade i två koncerner; GKF-koncernen (Göteborgs Kommunala Förvaltnings AB) och Framtidenkoncernen (Förvaltnings AB Framtiden). Inom GKF finner man bland andra bolagen Göteborg Energi AB, Göteborgs Hamn AB, Liseberg AB, Higab, Göteborgs Gatu AB och Göteborgs Stadsteater AB. Framtidskoncernen ansvarar i huvudsak för byggnation & förvaltning av bostäder och ägande av kommersiella lokaler. Det finns sammanlagt 15 bolag inom koncernen.bland bolagen med offentligt ägande och stor verksamhet i Göteborg märks bl.a. 
| Företag                            | Anställda | Omsättning | Verksamhet      |
| ---------------------------------- | --------- | ---------- | --------------- |
| Göteborgs Kommunala Förvaltning AB | 5 752     | 13 358     | Holdingbolag    |
| Förvaltnings AB Framtiden          | 952       | 6 812      | Bostadsbolag    |
| Sahlgrenska Universitetssjukhuset  | 16 400    | 12 300     | Vård            |
| Akademiska Hus                     | 401       | 6 952      | Fastighetsbolag |
| Västtrafik                         | 247       | 5 658      | Lokaltrafik     |

* All ekonomisk fakta i miljontals kronor. Källa Affärsdata

## Organisationer

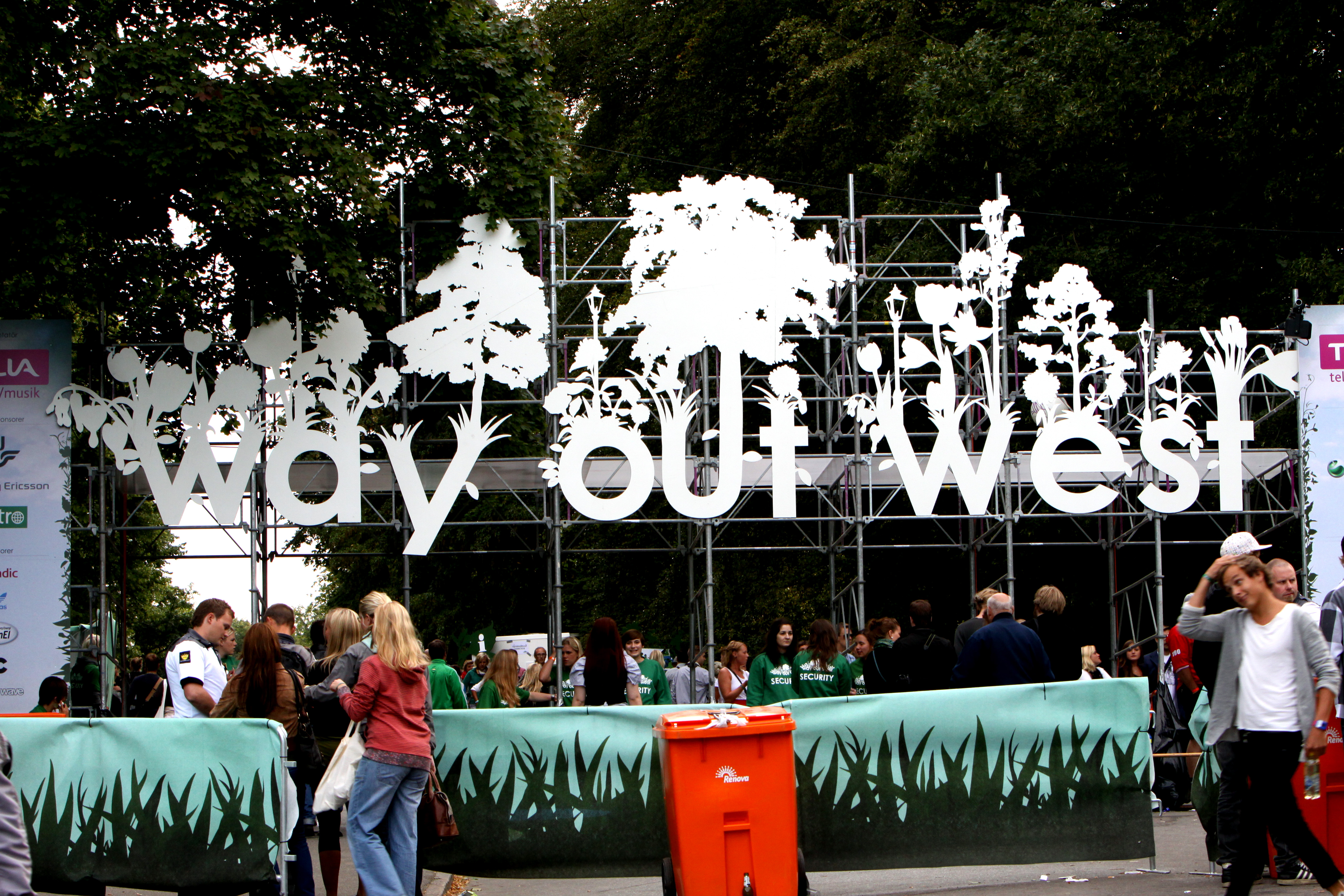
Way Out West, exempel på arrangemang i Göteborg.

Det finns ett flertal organisationer i Göteborg som arbetar med att utveckla Göteborg på olika sätt. 
- Business Region Göteborg är ett helägt, icke-vinstinriktat dotterbolag till Göteborgs Kommunala Förvaltning AB, vilket i sin tur är helägt av Göteborgs Stad. BRG arbetar för ökad sysselsättning och hållbar tillväxt i Göteborgsregionen.
- Göteborg & Co är en organisation som samägs av Göteborgs Stad och det privata näringslivet. Dess uppgift är till största del att marknadsföra Göteborg och medverka i en utveckling av Göteborg som turist-, mötes-, och evenemangsstad.
- Västsvenska handelskammaren är en privat och partipolitiskt obunden näringslivsorganisation. Dess uppdrag är att verka för ett starkare regionalt inflytande över näringslivsrelevanta frågor. Handelskammaren arbetar för ökad tillväxt genom fler och bättre affärer.